# Match de football Angleterre — Hongrie (1953)

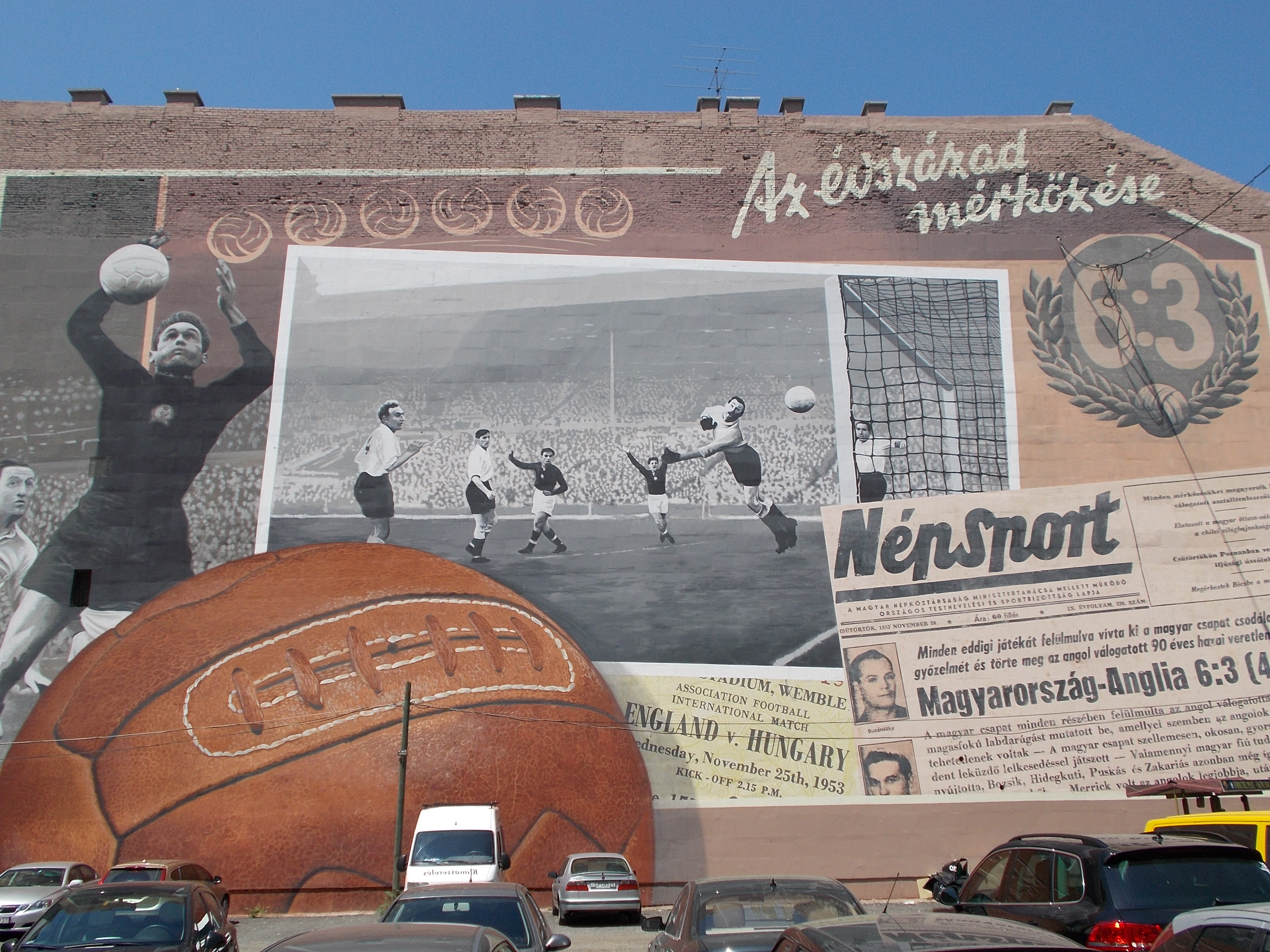
Le match de football du siècle (pour les hongrois)

Le match Angleterre — Hongrie du 25 novembre 1953 est un match amical de football entre l'Angleterre et la Hongrie, se déroulant au stade de Wembley, à Londres.

## Contexte
Invaincue depuis 1950, l'équipe de Hongrie est surnommée le Onze d'or hongrois. La Hongrie de l’entraîneur Gusztáv Sebes a notamment remporté la médaille d'or aux Jeux olympiques d'Helsinki en 1952,,. En outre, les Magyars ont aussi remporté la Coupe internationale, débutée en 1948 et terminée en 1953, devant la Tchécoslovaquie et l'Autriche. L'équipe est notamment menée par son buteur et capitaine Ferenc Puskás, considéré comme « l'un des meilleurs footballeurs au monde » par France Football, qui met en avant ses capacités exceptionnelles de dribbleur.
Si l'Angleterre n'est pas dans une même forme, les Three Lions sont invaincus à domicile depuis le début de leur histoire face à une équipe du continent.

## Déroulement de la rencontre

### Les équipes
| 25 novembre 1953          | Angleterre                              | 3 - 6 | Hongrie                                             | Wembley Stadium                                       |                                                       |
| Historique des rencontres | Sewell 13e · Mortensen 38e · Ramsey 57e |       | Hidegkuti 1re 20e 53e · Puskás 24e 27e · Bozsik 50e | Spectateurs : 105 000 Arbitrage : Leo Horn (Pays-Bas) | Spectateurs : 105 000 Arbitrage : Leo Horn (Pays-Bas) |
| Historique des rencontres | (Rapport)                               |       |                                                     | Spectateurs : 105 000 Arbitrage : Leo Horn (Pays-Bas) | Spectateurs : 105 000 Arbitrage : Leo Horn (Pays-Bas) |

|                     |    |                                                    |  |
|                     |    |                                                    |  |
| GK                  | 1  | Gil Merrick (Birmingham City)                      |  |
| RB                  | 2  | Alf Ramsey (Tottenham Hotspur)                     |  |
| LB                  | 3  | Bill Eckersley (Blackburn Rovers)                  |  |
| RH                  | 4  | Billy Wright (Wolverhampton Wanderers) (capitaine) |  |
| CB                  | 5  | Harry Johnston (Blackpool)                         |  |
| LH                  | 6  | Jimmy Dickinson (Portsmouth)                       |  |
| RW                  | 7  | Stanley Matthews (Blackpool)                       |  |
| IR                  | 8  | Ernie Taylor (Blackpool)                           |  |
| CF                  | 9  | Stan Mortensen (Blackpool)                         |  |
| IL                  | 10 | Jackie Sewell (Sheffield Wednesday)                |  |
| LW                  | 11 | George Robb (Tottenham Hotspur)                    |  |
| Entraîneur :        |    |                                                    |  |
| Walter Winterbottom |    |                                                    |  |

|                 |    |                                    |  |     |
|                 |    |                                    |  |     |
| GK              | 1  | Gyula Grosics (Honvéd) (capitaine) |  | 78e |
| RB              | 2  | Jenő Buzánszky (Dorogi)            |  |     |
| LB              | 3  | Mihály Lantos (Vörös Lobogó)       |  |     |
| DM              | 4  | Gyula Lóránt (Honvéd)              |  |     |
| CB              | 5  | József Bozsik (Honvéd)             |  |     |
| CB              | 6  | József Zakariás (Vörös Lobogó)     |  |     |
| RW              | 7  | László Budai (Honvéd)              |  |     |
| FW              | 8  | Sándor Kocsis (Honvéd)             |  |     |
| AM              | 9  | Nándor Hidegkuti (Vörös Lobogó)    |  |     |
| FW              | 10 | Ferenc Puskás (Honvéd)             |  |     |
| LW              | 11 | Zoltán Czibor (Honvéd)             |  |     |
| Remplacements : |    |                                    |  |     |
| GK              | 12 | Sándor Gellér (Vörös Lobogó)       |  | 78e |
| Entraîneur :    |    |                                    |  |     |
| Gusztáv Sebes   |    |                                    |  |     |

|  |

### Scénario général du match
Au-delà du score, les joueurs anglais se montrent dépassés face aux innovations tactiques du sélectionneur hongrois Gusztáv Sebes, comme la position en retrait de l’avant-centre Nándor Hidegkuti, la participation au jeu du gardien Gyula Grosics ou encore le système tactique en 4-2-4 qui faisait la part belle à l’offensive.  
La Hongrie s'impose devant 100 000 spectateurs, avec le triplé de Hidegkuti, le doublé de Puskás et le but de Bozsik. 
Ferenc Puskás marque son deuxième but du match en réalisant une nouvelle technique, le « drag-back ». Ce but, souvent utilisé dans le football moderne, consiste à, lors d'une course avec le ballon, arrêter brusquement le ballon, faire un demi-tour et tirer au but. Cette technique permet ainsi de surprendre les défenseurs, mais aussi le gardien de but.

### Une révolution tactique
Depuis les années 1920, le football anglais connaît un certain succès grâce à la tactique, développée à Arsenal Football Club, dite du "WM", qui positionne les joueurs en un 3-2-2-3 sur le terrain. Celle-ci est basée sur une certaine rigidité dans le positionnement des joueurs et sur le marquage individuel. Ce match en particulier marque la fin de la domination du "WM". En effet, le 4-2-4 mis en place par Gusztáv Sebes présente un certain nombre d'innovations tactiques qui vont mettre en lumière les failles du "WM". 
En effet, le système Hongrois s'appuie sur une grande liberté des joueurs offensifs. Il est d'ailleurs compliqué de s'accorder sur la formation exacte qu'utilise l'équipe. L'on met ici en avant un 4-2-4, mais l'on pourrait dans une certaine mesure parler d'un 3-2-3-2, voire d'un 3-2-5. Budai, Kocsis, Hidegkuti, Puskás et Czibor (de droite à gauche sur le terrain) sont en effet les cinq joueurs à caractère offensif de l'équipe. Cependant, Hidegkuti multiplie les décrochages, en redescendant assez bas sur le terrain, pour devenir un milieu offensif. Habitué au marquage individuel, son adversaire direct, le défenseur anglais Johnston, hésite à le garder au marquage sur ce type de situations. S'il se décide à le suivre, Puskás et Kocsis peuvent s'engouffrer dans l'espace vide dans son dos, s'il reste à sa place, Hidegkuti peut facilement construire le jeu. Ses hésitations entre couvrir les appels des uns et aller au contact de l'autre n'auront de cesse d'ouvrir des brèches, notamment sur le premier but hongrois, inscrit justement par Hidegkuti
L'ensemble du système offensif de la Hongrie repose sur l'importante mobilité de ses attaquants. Les appels se multiplient de tous les côtés. Ces déplacements successifs ne sont pas fait au hasard : ils se complètent les uns les autres par les permutations, tantôt couvrent un espace vide, tantôt en ouvrent un dans la défense. L'équipe attaque en bloc, en passes courtes, en offrant constamment plusieurs solutions au porteur du ballon. Ainsi, les joueurs sont quasiment toujours en mouvements, ce qui déconstruit complètement les lignes anglaises. Le surnombre des hongrois en phase offensive (5 attaquants contre 3 défenseurs) et leur qualité technique exceptionnelle, notamment sur le premier but de Puskás décrit plus haut, fait la différence. Le sixième but Hongrois, considéré comme un modèle du genre, est d'ailleurs inscrit après une série de huit passes quasiment toutes en une touche de balles. Au moment de la dernière passe, Puskás dispose en outre de trois solutions dans la surface de réparation, ce qui souligne la volonté de s'engouffrer dans les moindres espaces, et d'offrir un grand nombre de solutions au porteur de balle.
La stratégie défensive est elle aussi innovante. En effet c'est toute l'équipe encore une fois qui défend, les attaquants participant activement à la récupération du ballon. Il n'est pas rare durant le match, de voir deux attaquants venir presser un joueur, et ce pressing s'opère dès la perte de balle. On observe une volonté nette de défendre en avançant, et les récupérations dans la moitié de terrain adverses se font extrêmement nombreuses. Le cinquième et sixième but hongrois s'inscriront d'ailleurs après une récupération haute de ce type.

## Conséquences et réactions
Le 25 novembre 1953, la Hongrie réalise son exploit le plus retentissant face à l'Angleterre au Stade de Wembley pour une rencontre amicale. L'équipe anglaise, invaincue sur son sol contre une équipe du continent, est dépassée par les qualités techniques des joueurs hongrois et la vitesse de leur jeu. Tactiquement, l'organisation en « WM » des Anglais, utilisée depuis les années 1920, se montre obsolète face au 4-2-4 des Hongrois. La Hongrie l'emporte sur le score de 6-3. Cette rencontre est considérée comme un tournant de l'histoire du football,. Elle est qualifiée par la presse britannique de « match of the century » en français : « match du siècle ».
Le 23 mai 1954, les deux équipes se rencontrent à nouveau, en Hongrie cette fois-ci, au Népstadion de Budapest inauguré un an plus tôt, devant 70 000 personnes. Les Anglais subissent une seconde humiliation en encaissant une défaite encore plus lourde que celle concédée à Londres six mois auparavant, 7 buts à 1. La Hongrie entre de plain-pied dans l'histoire du football et endosse l'étiquette de favorite numéro un pour la Coupe du monde 1954 qui débute trois semaines plus tard.

## Lien connexe
- Onze d'or hongrois